# Östra Rotsjön
Östra Rotsjön är en sjö i Malung-Sälens kommun i Dalarna och ingår i Göta älvs huvudavrinningsområde. Sjön är 16 meter djup, har en yta på 1,93 kvadratkilometer och befinner sig 400,7 meter över havet. Sjön avvattnas av vattendraget Östra Rotån. Vid provfiske har abborre och gädda fångats i sjön.

## Delavrinningsområde
Östra Rotsjön ingår i det delavrinningsområde (671018-137982) som SMHI kallar för Utloppet av Östra Rotsjön. Medelhöjden är 434 meter över havet och ytan är 15,17 kvadratkilometer. Det finns inga avrinningsområden uppströms utan avrinningsområdet är högsta punkten. Östra Rotån som avvattnar avrinningsområdet har biflödesordning 4, vilket innebär att vattnet flödar genom totalt 4 vattendrag innan det når havet efter 422 kilometer. Avrinningsområdet består mestadels av skog (57 procent) och sankmarker (27 procent). Avrinningsområdet har 1,93 kvadratkilometer vattenytor vilket ger det en sjöprocent på 12,7 procent.